# STS-53
STS-53 est la quinzième mission de la navette spatiale Discovery.

## Équipage
- Commandant : David Walker (3)  États-Unis
- Pilote : Robert D. Cabana (2)  États-Unis
- Spécialiste de mission 1 : Guion S. Bluford (4)  États-Unis
- Spécialiste de mission 2 : James S. Voss (2)  États-Unis
- Spécialiste de mission 3 : Michael R. Clifford (1)  États-Unis

Le chiffre entre parenthèses indique le nombre de vols spatiaux effectués par l'astronaute au moment de la mission.

## Paramètres de la mission
- Masse :
  - Navette à vide : 87 565 kg
  - Chargement : 11 860 kg
- Périgée : 365 km
- Apogée : 376 km
- Inclinaison : 57°
- Période : 92 min

- Décollage

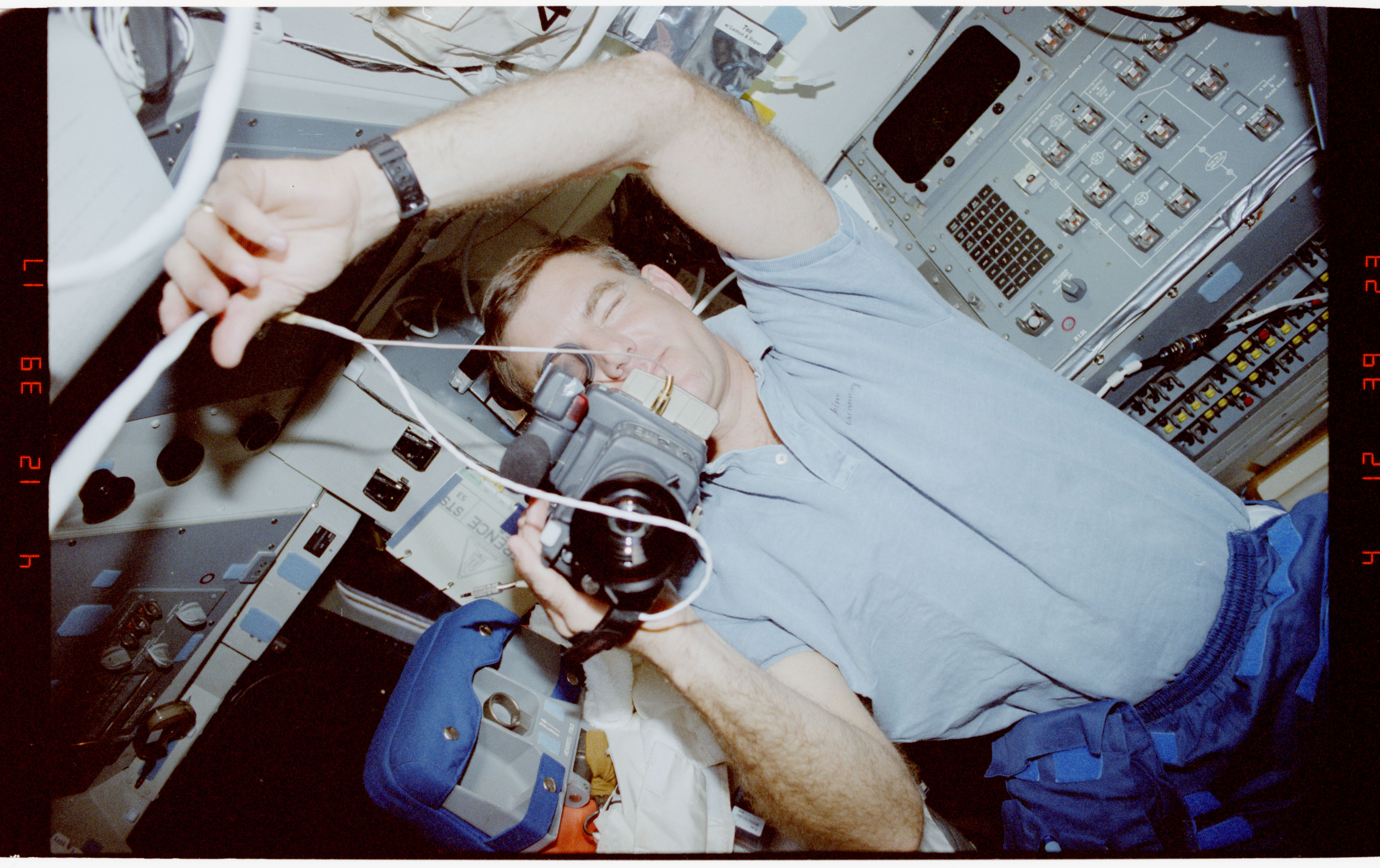
Un des membres de l'équipage utilisant la caméra.